# 킬데리쿠스 2세
힐데리히 2세(Childeric II)는 프랑크 왕국 메로빙거 왕조 출신 군주로, 662년부터 675년까지 아우스트라시아의 왕이었다. 클로비스 2세와 노예 출신 발데힐데스의 아들이었다.
사촌이자 배다른 숙부 지게베르트 3세의 딸인 빌리힐데스와 결혼하여 아우스트라시아의 상속자가 되었고, 즉위 초반에는 장모이자 다고베르트 2세의 어머니인 힘네힐데스가 섭정하였다.
아키텐의 공작인 에우도 등과 연대하여 피핀 2세 헤르스탈에 대항했다. 힐데리히는 재위기간 중 피핀 가문의 지배에서 벗어나려고 시도하였으나 실패하고 폐위당하였다. 그의 아들 힐페리히는 수도원에 보내져 다니엘이라는 세례명을 받고 승려가 되었으나, 후에 다시 추대되어 힐페리히 2세로 즉위하였다.

## 가계
- 아버지 : 클로비스 2세
- 어머니 : 발데힐데스 또는 바틸다, 잉글랜드 태생 노예출신 여성
- 왕후 :
- 아들 : 킬페리쿠스 2세
- 손자 : 킬데리쿠스 3세

## 같이 보기
- 아우스트라시아
- 다고베르트 2세
- 지게베르트 3세
- 클로비스 2세